# Nadin
Nadin je moško osebno ime.

## Izvor imena
Ime Nadin je moška oblika ženskega osebnega imena Nadina.

## Pogostost imena
Po podatkih Statističnega urada Republike Slovenije dan 31. decembra 2007 v Sloveniji ni bilo moških oseb z imenom Nadin ali pa je bilo število nosilcev tega imena manjše od 5.

## Osebni praznik
Osebe z imenom Nadin lahko godujejo takrat kot osebe z imenom Nadina.